# Обливание

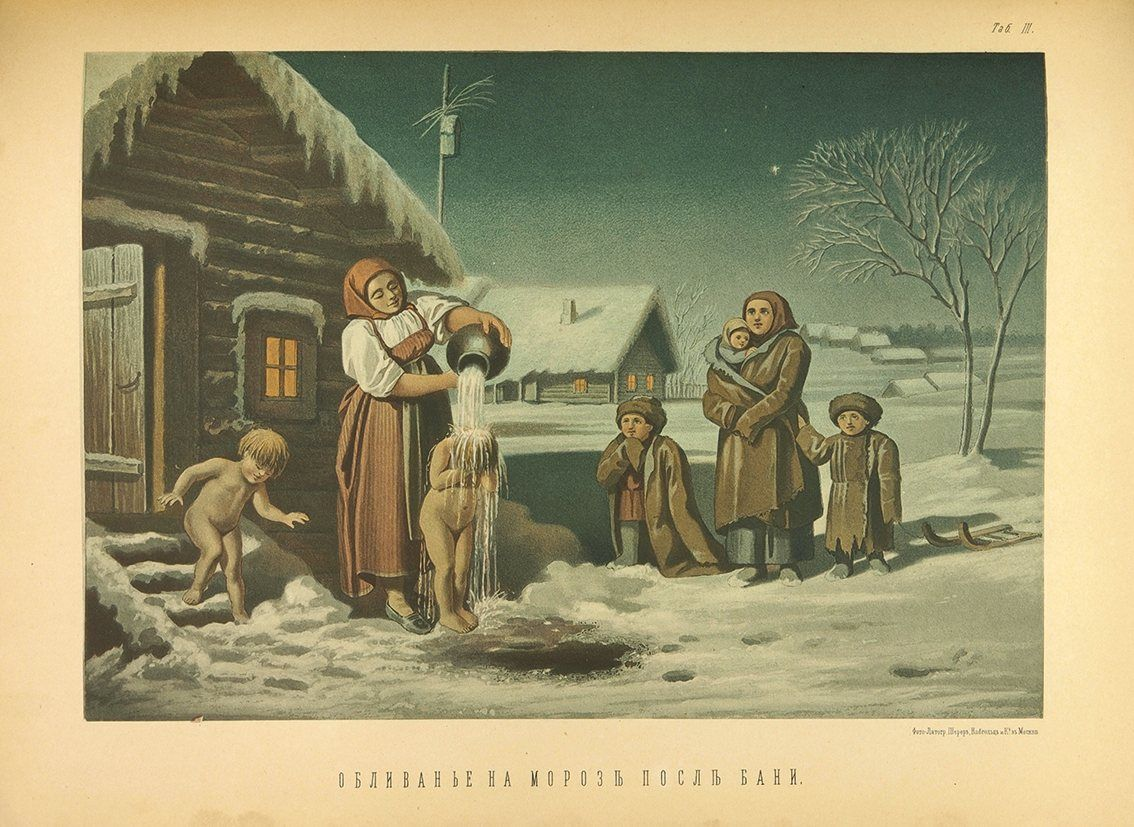
Обливание на морозе после бани

Облива́ние — разновидность водолечебной гигиенической и лечебно-профилактической процедуры. Представляет собой обливание всей поверхности тела водой, температура которой во время прохождения первой процедуры составляет 32—34°С, а при последующих постепенно понижается до 30—28°С.
Как правило, обливание назначается пациенту на начальном этапе курса водолечения, с целью постепенно приспособить его к водолечебным процедурам, оказывающим более раздражающее воздействие, для дальнейшего плавного перехода к ним.